# Gun (schottische Band)
GUN ist eine schottische Rockband, die vom Gitarristen Giuliano Gizzi gegründet wurde. Bekannt ist die Band für eine Reihe von Hits, die in ganz Europa die Musikcharts erreicht haben. Während ihrer Karriere hat GUN 4 UK-Top-20-Alben und 8 UK-Top-40-Singles erreicht, darunter eine Coverversion von Cameo’s Word Up!, die die UK-Top-10 und die Charts in ganz Europa erreichte. GUN hat im Laufe der Jahre ausgiebig getourt, vor allem mit The Rolling Stones auf ihren Steel Wheels & Urban Jungle Touren.
Das neueste Album der Band, Hombres, erreichte die UK-Top-10 und Platz eins in ihrer Heimat Schottland. Es war auch prominent im Samuel-L.-Jackson-Film Damaged zu hören. Aufgenommen und produziert mit Simon Bloor (Trevor Horn) und gemischt von Daryl Thorpe (Foo Fighters).
Die aktuelle Besetzung besteht aus den Originalmitgliedern Dante Gizzi (Gesang) und Giuliano Gizzi (Gitarre) sowie Paul McManus (Schlagzeug), Andy Carr (Bass) und Ruaraidh MacFarlane (Gitarre).
Die Band tourt auch 2024 weiter durch Europa und Großbritannien.

## Geschichte von GUN

### Gründung und frühe Jahre
GUN wurde 1987 in Glasgow, Schottland, gegründet und hieß zunächst Blind Allez und kurzzeitig Phobia. Die Gründungsmitglieder waren Giuliano Gizzi (Gitarre), Cami Morlotti (Bass), Mark Rankin (Gesang), Alan Thornton (Schlagzeug) und David Aitken (Gitarre). 1988 unterschrieb die Band bei A&M Records. Die Besetzung änderte sich bald darauf mit dem Abgang von Thornton, Morlotti und Aitken und der Hinzufügung von Dante Gizzi (Bass), Scott Shields (Schlagzeug) und Baby Stafford (Gitarre). Jim McDermott spielte Schlagzeug für ihre frühen Alben.

### Debütalbum und Beginn der Karriere
GUN veröffentlichten ihr Debütalbum, Taking On the World, im Juli 1989. Das Album wurde von Kenny MacDonald produziert, der für seine Arbeit mit Texas, Del Amitri, Love and Money, Bourgie Bourgie, Wet Wet Wet und Slide bekannt ist. Es enthielt eine Mischung aus Hard Rock und melodischen Elementen, die es von anderen Rockalben dieser Ära abhoben.
Die Leadsingle Better Days erreichte die Top 40 der UK-Singles-Charts und führte zum ersten Auftritt der Band bei Top of the Pops. Weitere bemerkenswerte Titel des Albums sind Shame on You und Money (Everybody Loves Her), bekannt für ihre eingängigen Hooks und kräftigen Gitarrenriffs.
Taking On the World erhielt positive Kritiken für seine energiegeladene Darbietung und solides Songwriting und erzielte internationalen Erfolg in den Single- und Albumcharts. Der Erfolg des Albums half GUN, Support-Slots mit großen Acts wie The Rolling Stones zu sichern, ihre Fangemeinde zu erweitern und wertvolle Aufmerksamkeit zu gewinnen.

### Große Touren und zweites Album
Ende 1989 unterstützte GUN The Rolling Stones auf ihrer Steel Wheels/Urban Jungle Tour in Europa. Diese Tour war ein bedeutender Meilenstein, der GUN ermöglichte, in riesigen Stadien und Arenen aufzutreten, darunter das Wembley-Stadion in London, das Olympiastadion in Berlin und das Estadio Vicente Calderón in Madrid. Die Tour half, ihre Sichtbarkeit zu erhöhen und brachte ihnen positive Kritiken und neue Fans.
Nach ihrem umfangreichen Tourplan nahm GUN ihr zweites Album Gallus mit Produzent Kenny MacDonald auf. Veröffentlicht 1992, enthielt das Album die Single Steal Your Fire, die Charterfolge erzielte. Sharleen Spiteri und Alan Thornton trugen Hintergrundgesang bei. Gallus zeigte das Wachstum der Band als Musiker und Songwriter und festigte weiter ihren Platz in der Rockmusiklandschaft. 1992 unterstützte GUN Def Leppard bei den UK-Daten ihrer Adrenalize World Tour. Auftritte vor Menschenmengen in großen Veranstaltungsorten halfen GUN, ihren Ruf als Live-Band zu festigen.

### Kommerzieller Höhepunkt mitSwagger
Vor der Veröffentlichung ihres dritten Albums, Swagger, verließen sowohl Dickson als auch Shields die Band. Dickson trat ungenannt auf dem Album auf, bevor er sich 1994 Bruce Dickinson's Soloband anschloss und ausgiebig mit Robbie Williams tourte, was Giuliano Gizzi dazu brachte, alle Gitarrenparts zu übernehmen. Mark Kerr, Bruder von Jim Kerr, dem Leadsänger von Simple Minds, ersetzte Shields am Schlagzeug.
Swagger wurde das erfolgreichste Album von GUN, angetrieben von ihrem Cover von Word Up!, das ein Top-10-Hit in den UK Singles Charts wurde, international chartete, im Film Barb Wire zu hören war und einen MTV EMA Award für die beste Coverversion gewann. Die Single Don't Say It's Over erzielte ebenfalls beachtliche Erfolge. GUN trat auch beim ersten T in the Park Festival auf und präsentierte ihr neues Album.
1996 unterstützte GUN Bon Jovi auf ihrer These Days Tour, was ihren Ruf als Live-Act weiter festigte. Auftritte an der Seite von Bon Jovi ermöglichten es GUN, mehr Rockfans zu erreichen und ihr Publikum zu erweitern, mit Tourdaten in ganz Großbritannien, die ihnen die Möglichkeit gaben, ihre Musik begeisterten Menschenmengen zu präsentieren.

### 0141 632 6326und der Ausstieg von Mark Rankin
Nach einer dreijährigen Pause kehrte GUN mit dem neuen Schlagzeuger Stuart Kerr (ehemals von Texas) und Keyboarder Irvin Duguid zurück. Sie benannten sich in G.U.N. um, um sich vom Dunblane-Massaker zu distanzieren. Ihr neues Album, 0141 632 6326, produziert von INXS-Keyboarder Andrew Farriss, wurde veröffentlicht, konnte jedoch nicht an den Erfolg von Swagger anknüpfen und erreichte Platz 32 in den UK Albums Charts. Die Band trennte sich 1997 und vereinte sich kurzzeitig für Konzerte 1998 und 1999.

### Dante Gizzi und Break the Silence
Nach einer Wiedervereinigung beim T in the Park 2008 sowie einer weiteren Tour mit Rock Radio mit Bandmitgliedern Al Thornton, Gordon McNeil, Scott Shields und Gastsänger Toby Jepson, gab GUN im Juli 2010 bekannt, dass Dante Gizzi vom Bass zum Leadsänger wechseln würde. Derek Brown wurde als neuer Bassist bestätigt und Paul McManus als neuer Schlagzeuger. Die ersten Konzerte von GUN in der neuen Besetzung fanden Anfang 2011 im ABC2 in Glasgow statt. Im Dezember 2011 stellte die Band den neuen Gitarristen Johnny McGlynn vor und präsentierte Tracks aus ihrem kommenden Album.
GUN veröffentlichten ihr fünftes Album, Break the Silence, am 9. Juli 2012. Das Album markierte eine neue Ära für die Band und präsentierte eine frische Besetzung und einen erneuerten Sound. Sie spielten im selben Jahr auf dem Download Festival und präsentierten ihr neues Material einem breiteren Publikum. Break the Silence erhielt positive Kritiken und half, GUN in der Rockmusikszene wieder zu etablieren.

### Fortgesetzter Erfolg,FranticundFavourite Pleasures
Im Oktober 2014 wurde eine 25th-Anniversary-Edition von Taking on the World veröffentlicht, die zusätzlich B-Seiten, Live-Tracks und andere Songs enthielt. Zur Feier spielte die Band drei ausverkaufte Konzerte im King Tut's Wah Wah Hut in Glasgow und führte die Songs ihrer Alben Taking on the World, Gallus und Swagger in voller Länge auf. Am 23. März 2015 veröffentlichte GUN Frantic und tourte durch Großbritannien, Irland und Kontinental-Europa. Sie veröffentlichten ein Charity-Cover von Hot Chocolate's Every 1’s a Winner, dessen Erlöse an Macmillan Cancer Nurses gingen, und es war auch im Soundtrack und Trailer zu I, Tonya zu hören. Die Frantic-Tour endete mit einem ausverkauften Konzert im Barrowlands in Glasgow.
GUNs siebtes Studioalbum, Favourite Pleasures, wurde am 15. September 2017 veröffentlicht und wurde ihr erstes Top-20-Album seit 1994 und erreichte Platz 16 in den UK Album-Charts.
Im November 2019 veröffentlichte GUN ein Best-of-Album, R3L0ADED, um ihr 30-jähriges Jubiläum zu feiern, und begab sich auf "The Big 3-0 Tour" mit FM und The Dan Reed Network, bei dem sie alle Songs von Taking on the World spielten.

### The Calton Songsund neue Richtungen
Am 18. Mai 2022 kündigte GUN ein neues Album, The Calton Songs, an, das akustische Versionen ihrer Songs aus ihrer gesamten Karriere enthält. Das Album sollte eine neue Perspektive auf ihre klassischen Titel bieten und einen intimeren und reduzierteren Klang vermitteln. Zusammen mit der Ankündigung veröffentlichten sie die Single Backstreet Brothers, die die kontinuierliche Weiterentwicklung und Anpassungsfähigkeit der Band hervorhob.
Die Veröffentlichung von The Calton Songs wurde von einer Reihe Konzerte und akustischer Sessions begleitet. Das Album wurde sowohl von Fans als auch von Kritikern positiv aufgenommen, die die neuen Interpretationen geliebter Songs und die Fähigkeit der Band, ihre eigene Arbeit neu zu interpretieren, schätzten.

### Hombresund erneuter Chart-Erfolg
GUNs neuntes Studioalbum, Hombres, wurde am 12. April 2024 veröffentlicht. Das Album erreichte schnell Platz zehn in den UK-Charts und sicherte sich den ersten Platz in Schottland. Hombres erzielte auch bedeutenden Erfolg in den UK-iTunes-Charts, wobei drei verschiedene Versionen des Albums die Top 10 erreichten, darunter eine, die Platz eins erreichte.
Der Erfolg des Albums wurde durch die Aufnahme der Titel Pride und Lucky Guy im Samuel L. Jackson Film Damaged verstärkt, was zu einer speziellen Edition von Hombres führte. Diese Periode markierte ein bedeutendes Wiederaufleben für GUN, da sie weiterhin aus ihrer Dynamik heraus Anerkennung in der Musikindustrie gewannen.

## Nebenprojekte und Kooperationen

### Jools Gizzi
Jools Gizzi war an verschiedenen musikalischen Projekten außerhalb von GUN beteiligt. Er hat mit Bands wie Deacon Blue und Texas zusammengearbeitet und zum Studio-Werk von 'El Presidente' beigetragen. 2006 reformierte Gizzi unter dem Namen 'Blind Allez' mit Alan Thornton und Cami Morlotti, joined von Sänger Peter Scallan und Gitarrist Ian Murray.

### Dante Gizzi
2005 tauchte Dante Gizzi in der Glam-Rock-Band 'El Presidente' wieder auf. Er schrieb auch zwei Songs für das gleichnamige Debütalbum von Rosie and the Goldbug aus dem Jahr 2008 zusammen mit seinem Bruder Giuliano Gizzi.

### Paul McManus
Paul McManus, der 2010 als Schlagzeuger zu GUN kam, war an mehreren anderen Bands beteiligt, darunter 'La Paz' mit Dougie White.

### Andy Carr
Andy Carr, der Bassist von GUN, spielt auch für die Glasgow-Band 'The Toi'.

### Ruaraidh Macfarlane
Ruaraidh MacFarlane hat an verschiedenen musikalischen Projekten teilgenommen, darunter die Bands 'Moy' und 'White'.

### Alan Thornton
Alan Thornton hat auf neun Tracks des Debütalbums von 'El Presidente' Schlagzeug gespielt. Er reformierte sich auch 2006 mit Jools Gizzi und Cami Morlotti unter dem Namen 'Blind Allez', zusammen mit Sänger Peter Scallan und Gitarrist Ian Murray.

### Scott Shields
Scott Shields hat zu den Soundtracks der Filme Black Hawk Down und Bend It Like Beckham beigetragen. Er spielte und tourte mit Joe Strummer and the Mescaleros bis zu Strummers Tod und half anschließend, Strummers letztes Album zu vollenden.

### Baby Stafford
1994 veröffentlichte Baby Stafford eine EP mit dem Titel Paper Love Maker, auf der Scott Shields Schlagzeug spielte. Später trat er der Band Breaker bei.

### Alex Dickson
Seit seinem Ausstieg bei GUN hat Alex Dickson mit Künstlern wie Bruce Dickinson, Emma Bunton, Robbie Williams und Calvin Harris gespielt. Er ist auch Mitglied der Rock-Supergroup 'Sack Trick'.

### Mark Rankin
Mark Rankin arbeitet derzeit für Virgin EMI Records in London und konzentriert sich auf die Radiopromotion für ihre Künstler.

### Mark Kerr
Mark Kerr lebt und arbeitet in Paris und arbeitet mit verschiedenen Acts zusammen, darunter 'Sly Silver Sly', 'Regency Buck', 'Scanners', 'Jackos One', 'Mellow', 'Bob’s Symphonic Orchestra', 'Cathy Burton' und 'DJ Daniele Tignino'. Gelegentlich hat er für Simple Minds und 'Les Rita Mitsouko' Schlagzeug gespielt.

### Gordon McNeil
Gordon McNeil schreibt, produziert und spielt Schlagzeug für die Glasgower Pop-Formation 'GoGoBot', ein Projekt, das er 2008 startete.

## Diskografie

### Studioalben
| Jahr | Titel Musiklabel                     | Höchstplatzierung, Gesamtwochen, AuszeichnungChartplatzierungen (Jahr, Titel, Musiklabel, Platzierungen, Wochen, Auszeichnungen, Anmerkungen) | Höchstplatzierung, Gesamtwochen, AuszeichnungChartplatzierungen (Jahr, Titel, Musiklabel, Platzierungen, Wochen, Auszeichnungen, Anmerkungen) | Höchstplatzierung, Gesamtwochen, AuszeichnungChartplatzierungen (Jahr, Titel, Musiklabel, Platzierungen, Wochen, Auszeichnungen, Anmerkungen) | Höchstplatzierung, Gesamtwochen, AuszeichnungChartplatzierungen (Jahr, Titel, Musiklabel, Platzierungen, Wochen, Auszeichnungen, Anmerkungen) | Anmerkungen                                           |
| Jahr | Titel Musiklabel                     | DE | CH | UK | US | Anmerkungen                                           |
| ---- | ------------------------------------ | --- | --- | --- | --- | ----------------------------------------------------- |
| 1989 | Taking On the World A&M              | — | — | UK44 Silber · (10 Wo.)UK | US134 (8 Wo.)US | Erstveröffentlichung: 5. Juli 1989 Verkäufe: + 60.000 |
| 1992 | Gallus A&M                           | — | — | UK14 (4 Wo.)UK | — | Erstveröffentlichung: 31. März 1992                   |
| 1994 | Swagger A&M                          | DE37 (10 Wo.)DE | CH32 (8 Wo.)CH | UK5 Silber · (9 Wo.)UK | — | Erstveröffentlichung: 1. Juli 1994 Verkäufe: + 60.000 |
| 1997 | 0141 632 6326 A&M                    | — | — | UK32 (2 Wo.)UK | — | Erstveröffentlichung: 5. Mai 1997                     |
| 2012 | Break the Silence Ear Music          | — | — | UK50 (1 Wo.)UK | — | Erstveröffentlichung: 15. Juni 2012                   |
| 2015 | Frantic Ear Music                    | — | — | UK50 (1 Wo.)UK | — | Erstveröffentlichung: 8. März 2015                    |
| 2017 | Favourite Pleasures Caroline Records | — | — | UK16 (1 Wo.)UK | — | Erstveröffentlichung: 15. September 2017              |
| 2022 | The Calton Songs Cherry Red          | — | — | UK52 (1 Wo.)UK | — | Erstveröffentlichung: 14. Oktober 2022                |
| 2024 | Hombres Cooking Vinyl                | — | — | UK10 (1 Wo.)UK | — | Erstveröffentlichung: 12. April 2024                  |

Weitere Alben
- 2003: The Collection
- 2005: The River Sessions
- 2009: Popkiller EP

### Singles
| Jahr | Titel Album                                     | Höchstplatzierung, Gesamtwochen, AuszeichnungChartplatzierungen (Jahr, Titel, Album, Platzierungen, Wochen, Auszeichnungen, Anmerkungen) | Höchstplatzierung, Gesamtwochen, AuszeichnungChartplatzierungen (Jahr, Titel, Album, Platzierungen, Wochen, Auszeichnungen, Anmerkungen) | Höchstplatzierung, Gesamtwochen, AuszeichnungChartplatzierungen (Jahr, Titel, Album, Platzierungen, Wochen, Auszeichnungen, Anmerkungen) | Höchstplatzierung, Gesamtwochen, AuszeichnungChartplatzierungen (Jahr, Titel, Album, Platzierungen, Wochen, Auszeichnungen, Anmerkungen) | Anmerkungen                            |
| Jahr | Titel Album                                     | DE | CH | UK | US | Anmerkungen                            |
| ---- | ----------------------------------------------- | --- | --- | --- | --- | -------------------------------------- |
| 1989 | Better Days Taking On the World                 | — | — | UK33 (11 Wo.)UK | — | Erstveröffentlichung: Juni 1989        |
| 1989 | Money (Everybody Loves Her) Taking On the World | — | — | UK73 (3 Wo.)UK | — |                                        |
| 1989 | Inside Out Taking On the World                  | — | — | UK57 (3 Wo.)UK | — |                                        |
| 1990 | Taking On the World                             | — | — | UK50 (3 Wo.)UK | — |                                        |
| 1990 | Shame on You Taking on the World                | — | — | UK33 (4 Wo.)UK | — | Erstveröffentlichung: 2. Juli 1990     |
| 1992 | Steal Your Fire Gallus                          | — | — | UK24 (4 Wo.)UK | — |                                        |
| 1992 | Higher Ground Gallus                            | — | — | UK48 (2 Wo.)UK | — |                                        |
| 1992 | Welcome to the Real World Gallus                | — | — | UK43 (2 Wo.)UK | — |                                        |
| 1994 | Word Up Swagger                                 | DE32 (12 Wo.)DE | — | UK8 (7 Wo.)UK | — |                                        |
| 1994 | Don’t Say It’s Over Swagger                     | — | — | UK19 (3 Wo.)UK | — |                                        |
| 1995 | The Only One Swagger                            | — | — | UK29 (3 Wo.)UK | — | Erstveröffentlichung: 13. Februar 1995 |
| 1995 | Something Worthwhile Swagger                    | — | — | UK39 (2 Wo.)UK | — |                                        |
| 1997 | Crazy You 0141 632 6326                         | — | — | UK21 (2 Wo.)UK | — |                                        |
| 1997 | My Sweet Jane 0141 632 6326                     | — | — | UK51 (2 Wo.)UK | — |                                        |

Weitere Singles
- 1995: Seems Like I’m Losing You
- 2012: Break the Silence
- 2015: Take Me to Church
- 2015: Frantic
- 2015: Labour of Life
- 2015: Every 1’s a Winner
- 2015: Hold Your Head Up
- 2016: Everybody Knows
- 2017: Favourite Pleasures
- 2017: Silent Lovers
- 2017: The Boy Who Fooled the World
- 2018: Take Me Down
- 2019: Superstition
- 2021: Whiskey and a Prayer
- 2021: Better Days 2021
- 2022: Steal Your Fire 2022
- 2022: Backstreet Brothers
- 2022: Word Up 2022
- 2022: Higher Ground 2022
- 2022: Inside Out 2022
- 2022: Coming Home 2022
- 2023: All Fired Up
- 2024: Take Me Back Home
- 2024: Boys Don't Cry
- 2024: Lucky Guy
- 2024: Falling
- 2024: You Are What I Need
- 2024: Pride